# Khorassania compositella
Khorassania compositella là một loài bướm đêm thuộc họ Pyralidae. Nó được tìm thấy ở châu Âu.
Sải cánh dài 20–24 mm. Con trưởng thành bay từ tháng 5 đến tháng 10 .
Ấu trùng ăn Artemisia campestris.